# Kopernikanski obrat
Kopernikanski preobrat je izvedel Kant. Prvotno je bilo mnenje, da so predmeti, ki so zunaj nas, neodvisni od nas. Kasneje, torej glede na kopernikanski obrat, Kant odkrije in zagovarja, da so predmeti odvisni od nas, kakor tudi naše izkušnje.